# Chapelle du château à Lubin
La chapelle du château à Lubin est un édifice religieux situé à Lubin, en Pologne.

## Généralités
Elle est située dans la rue Mikołaja Pruzi sur la colline du château, dans la ville de Lubin, en Pologne.

## Historique
La chapelle est le seul élément du château médiéval qui a survécu jusqu’à nos jours (originairement, elle a été située à côté de la porte d’entrée dans la cour). La date gravée au tympan, 1349, détermine l'époque de la construction de la chapelle. Au XVIe siècle, la chapelle avait trois autels. Pendant la guerre de Trente Ans, elle a été détruite, reconstruite au XVIIIe siècle, et retombée en ruine par la suite. Après sa reconstruction au milieu du XIXe siècle, elle a été utilisée par les catholiques jusqu’au 1908, elle a servi ensuite de bibliothèque diocésaine. En 1945, le bâtiment a été incendié. Après la guerre, pendant plusieurs années, le bâtiment, n’ayant plus de toit, se dégradait peu à peu. À la fin des années 1970, le toit a été rénové par le Bureau d’expositions artistiques de Legnica, chargé de la gestion du bâtiment. Après la rénovation, en 1990, l’objet a été adapté à la galerie du château et d'autres travaux de rénovation ont été menés entre 2005 et 2009.

## Description
Il est possible que la chapelle, de dimensions 13,5 mètres sur 8,1 mètres et d’épaisseur des murs de 1,2 mètre, n’avait pas de presbytère séparé. C’était un bâtiment avec le toit plat et l’entrée du côté nord. Pendant la reconstruction du temps du baroque, la chapelle a été allongée et deux bâtiments annexes au presbytère ont été ajoutés. De grandes fenêtres ont été percées, les murs enduits de plâtre et le bâtiment a été recouvert d’un toit à deux versants.
Un élément le plus précieux de la chapelle est un tympan devant le portail du nord présentant l’Homme de douleurs, Sainte Hedwige et sainte Marie Madeleine. Une scène d’adoration est présentée sur un relief séparé et situé dans les trois arcades. Au milieu, il y a la représentation du Christ – Homme de douleurs. Les personnages de sainte Hedwige (à gauche) et sainte Marie Madeleine, comme les moins importantes, sont plus petites que le personnage central. À leurs pieds, se trouvent les personnages de Louis Ier de Brzeg et de l’autre côté sa femme, Agnès de Żagań. Sur une archivolte au-dessus de tympan avec le symbole de Saint-Esprit, une inscription de fondation en latin est présente (pol. „Roku pańskiego 1349 ufundował tę kaplicę książę Ludwik, pan legnicki, na chwałę ciała i krwi Pana naszego Jezusa Chrystusa I Jadwigi 1 Marii Magdaleny".). L’archivolte externe est ornée de crochets, en grande partie détruits. Les deux côtés sont unies par le clé avec une tête de Jésus-Christ. Le tympan bien construit, les plis de vêtements des personnages ayant l’air naturel et les poses distingués des personnes servent d’exemple de la sculpture gothique de la Silésie.

## Galerie

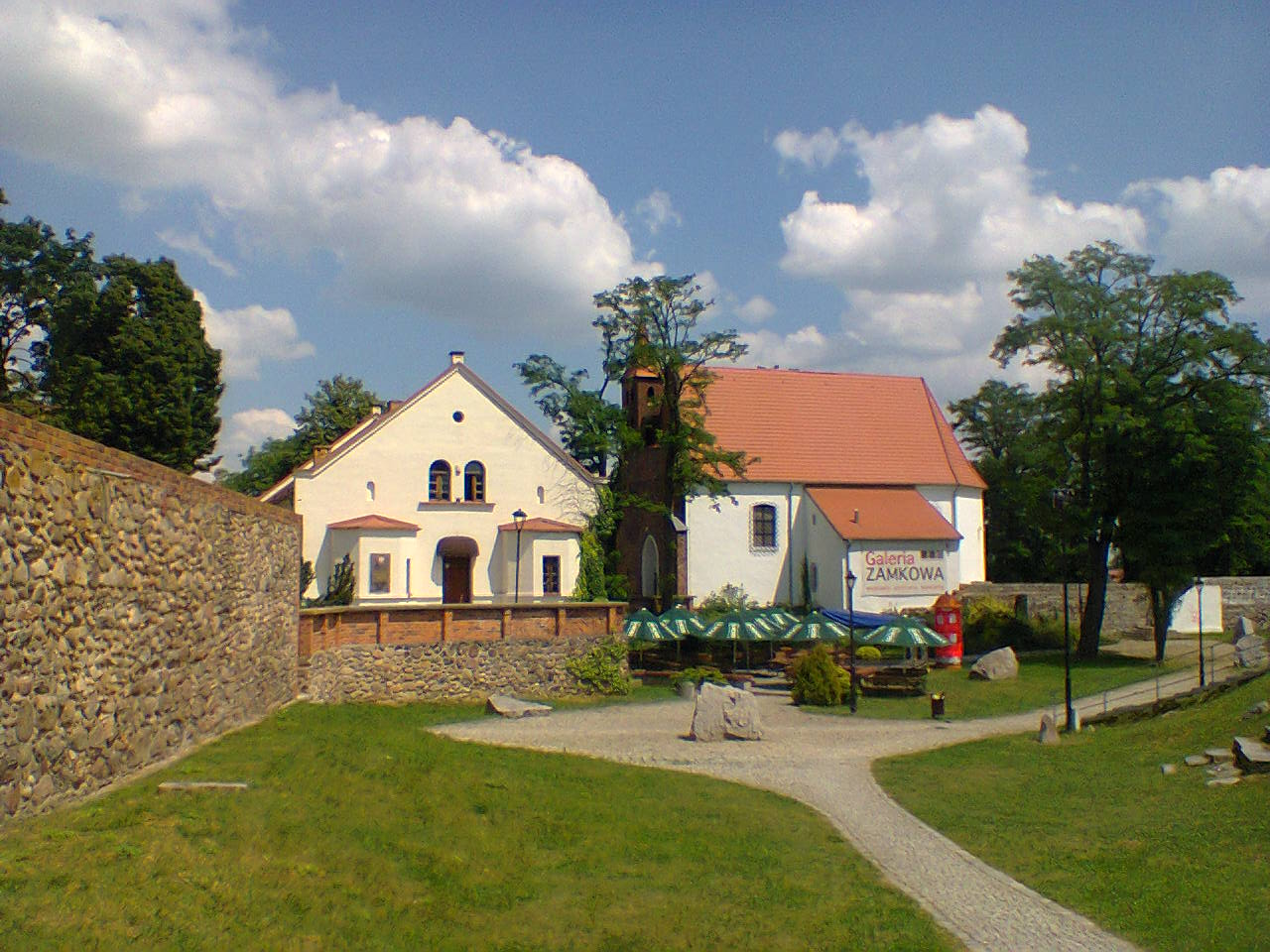
La galerie « Jadwiga » et la chapelle
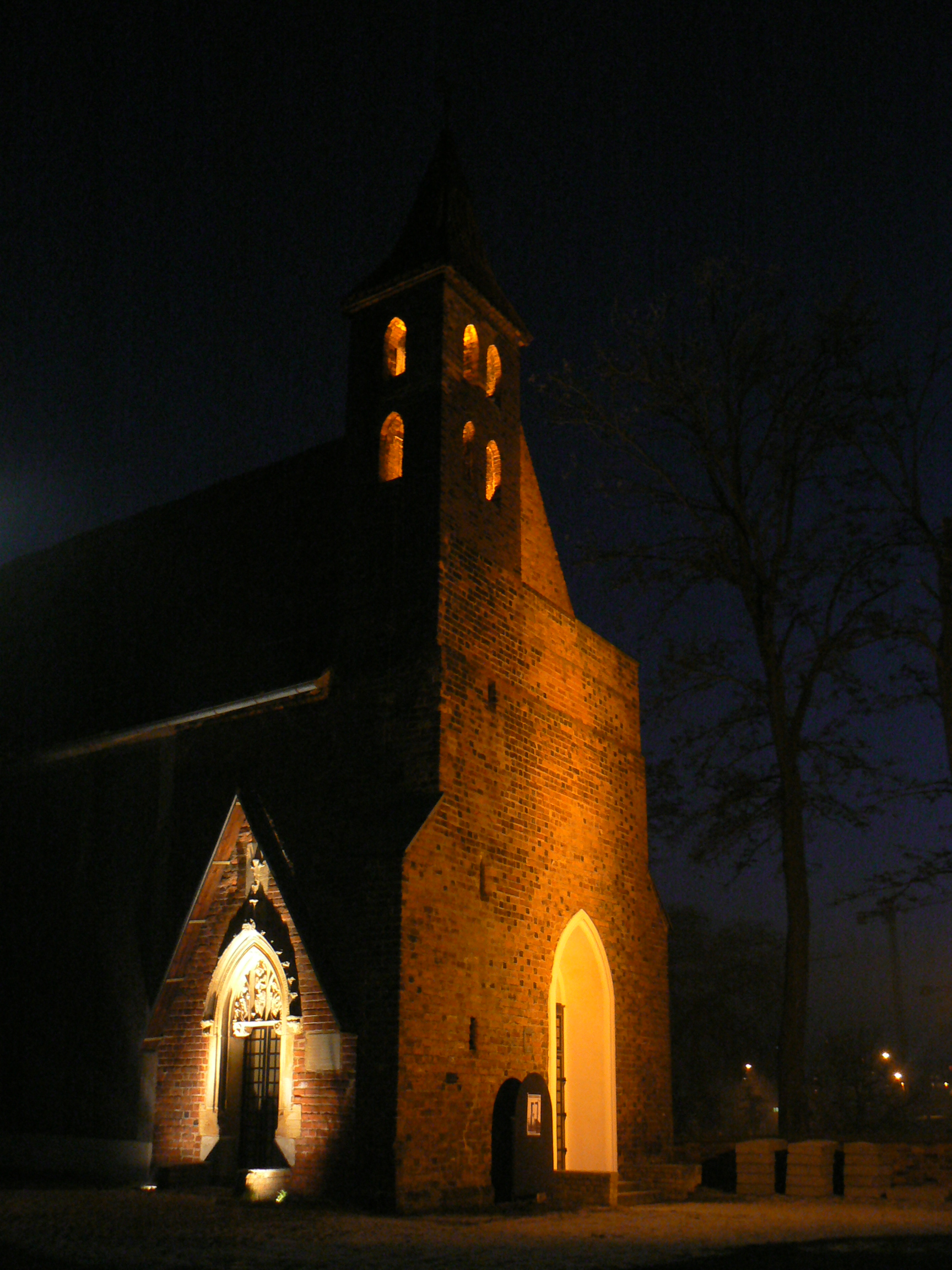
L’illumination de la chapelle
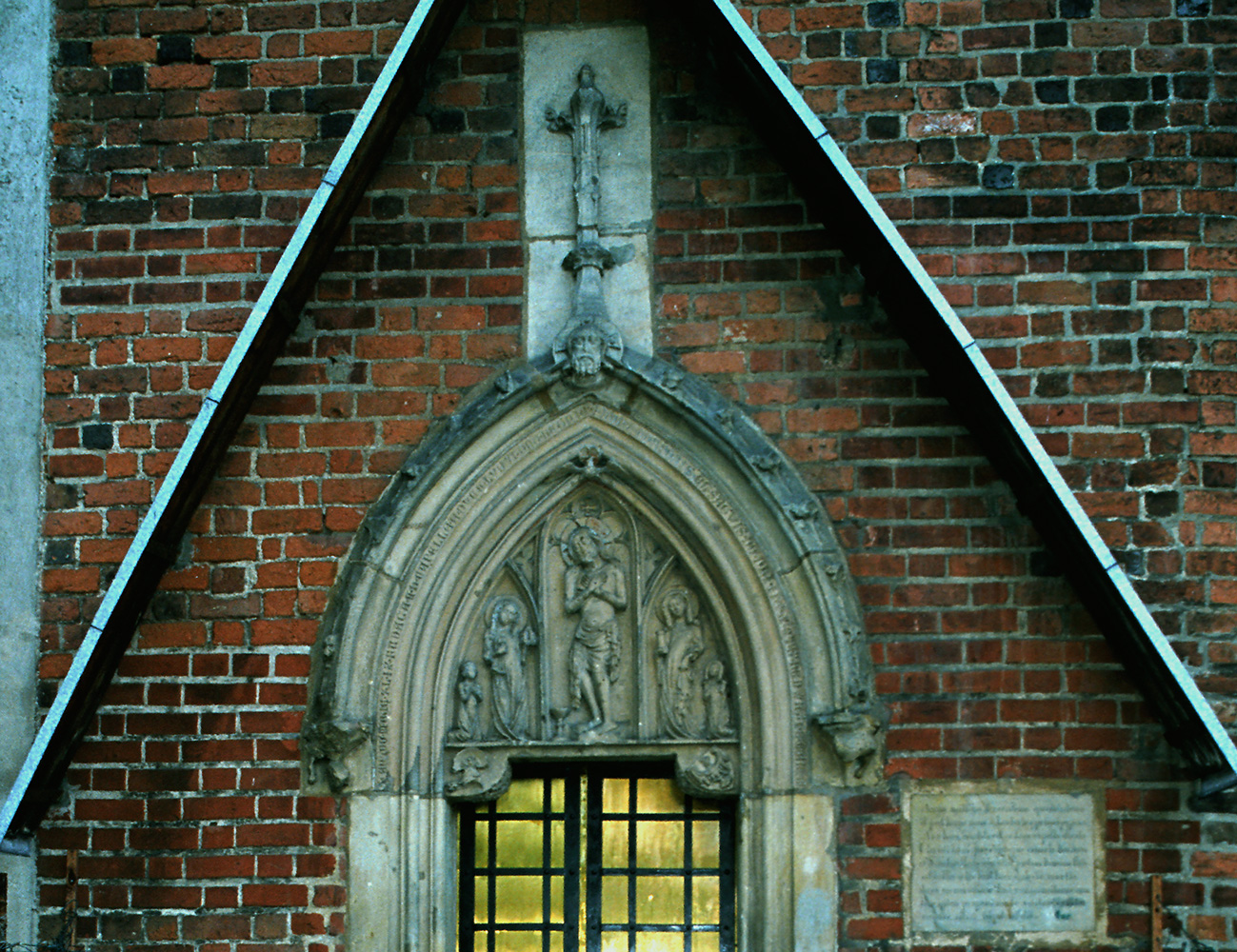
Le tympan au-dessus du portail nord